# Le Plessis-Patte-d'Oie
Le Plessis-Patte-d'Oie és un municipi francès, situat al departament de l'Oise i a la regió dels Alts de França. L'any 2007 tenia 83 habitants.

## Demografia

### Població
El 2007 la població de fet de Le Plessis-Patte-d'Oie era de 83 persones. Hi havia 32 famílies de les quals 8 eren unipersonals (8 homes vivint sols), 8 parelles sense fills, 12 parelles amb fills i 4 famílies monoparentals amb fills.
La població ha evolucionat segons el següent gràfic:
Habitants censats

### Habitatges
El 2007 hi havia 36 habitatges, 32 eren l'habitatge principal de la família, 3 eren segones residències i 1 estava desocupat. Tots els 36 habitatges eren cases. Dels 32 habitatges principals, 22 estaven ocupats pels seus propietaris i 10 estaven llogats i ocupats pels llogaters; 1 tenia dues cambres, 9 en tenien tres, 9 en tenien quatre i 13 en tenien cinc o més. 28 habitatges disposaven pel capbaix d'una plaça de pàrquing. A 11 habitatges hi havia un automòbil i a 18 n'hi havia dos o més.

### Piràmide de població
La piràmide de població per edats i sexe el 2009 era:
| Homes | Edats   | Dones |
| ----- | ------- | ----- |
| 0     | 95 o +  | 0     |
| 0     | 90 a 94 | 0     |
| 0     | 85 a 89 | 4     |
| 0     | 80 a 84 | 0     |
| 4     | 75 a 79 | 0     |
| 0     | 70 a 74 | 0     |
| 0     | 65 a 69 | 0     |
| 4     | 60 a 64 | 0     |
| 4     | 55 a 59 | 8     |
| 0     | 50 a 54 | 0     |
| 4     | 45 a 49 | 4     |
| 0     | 40 a 44 | 4     |
| 8     | 35 a 39 | 0     |
| 0     | 30 a 34 | 4     |
| 8     | 25 a 29 | 4     |
| 8     | 20 a 24 | 4     |
| 0     | 15 a 19 | 8     |
| 4     | 10 a 14 | 4     |
| 0     | 5 a 9   | 12    |
| 8     | 0 a 4   | 8     |

## Economia
El 2007 la població en edat de treballar era de 52 persones, 39 eren actives i 13 eren inactives. De les 39 persones actives 36 estaven ocupades (22 homes i 14 dones) i 3 estaven aturades (1 home i 2 dones). De les 13 persones inactives 5 estaven jubilades i 8 estaven classificades com a «altres inactius».
Activitats econòmiques
Dels 3 establiments que hi havia el 2007, 2 eren d'empreses de fabricació d'altres productes industrials i 1 d'una empresa de comerç i reparació d'automòbils.
L'any 2000 a Le Plessis-Patte-d'Oie hi havia 4 explotacions agrícoles.

## Poblacions més properes
El següent diagrama mostra les poblacions més properes.